# Ethnologue
Ethnologue: Languages of the World é uma publicação impressa e em linha do SIL International, uma instituição linguística de princípios cristãos que estuda principalmente línguas minoritárias para propiciar a seus falantes textos bíblicos em sua língua materna.

## História
A primeira edição do trabalho foi publicada em 1951 por SIL International. A edição de 1984 estabeleceu o "código SIL" para identificar cada idioma descrito. Em 2021, a 24.ª edição contava com 7.139 línguas vivas.